# Dialeuropora decempuncta
Bọ phấn trắng vân đen, bọ phấn tua sáp hay bọ phấn mười chấm (Dialeuropora decempuncta) là một loài côn trùng cánh nửa trong họ Aleyrodidae, phân họ Aleyrodinae.
Dialeuropora decempuncta được Quaintance & Baker miêu tả khoa học đầu tiên năm 1917.